# 이언 페이즐리

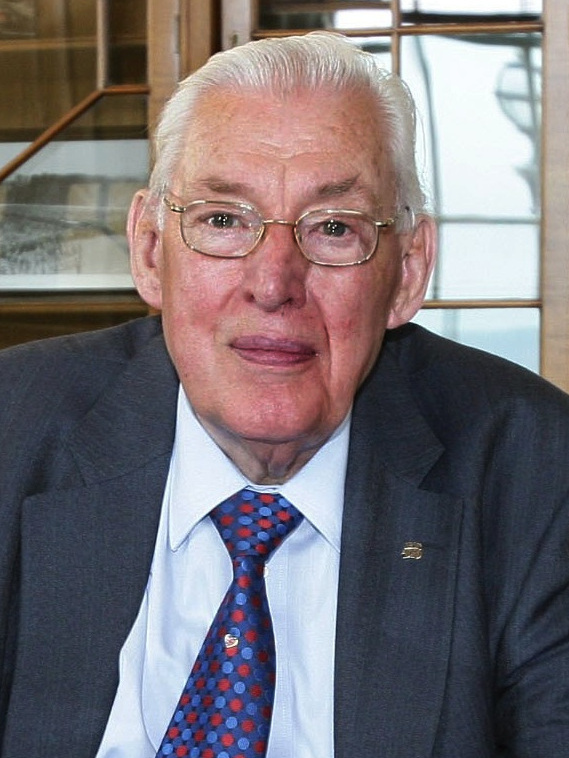
이언 페이즐리

이언 리처드 카일 페이즐리(Ian Richard Kyle Paisley, 1926년 4월 6일~2014년 9월 12일)는 북아일랜드의 프로테스탄트계 정치인으로, 민주연합당의 당수였다.